# Fahd szaúdi király
Fahd ibn Abdul-Aziz Al Szaúd, arabul: فهد بن عبد العزيز السعود (Rijád, 1921. – Rijád, 2005. augusztus 1.) Szaúd-Arábia királya.

## Ifjúsága
Fahd 1921.-án született Rijádban, Abdul-Aziz király nyolcadik fiaként. Anyja Hassza bint Ahmed Al Szudairi volt. Hat öccsével együtt ők alkották a Szudairi Heteket. Tanulmányait előbb a királyi ház sarjait oktató rijádi Hercegi Iskolában, majd a mekkai Vallástudományi Intézetben végezte. 
Az ifjú herceg már korán tagja lett a királyi tanácsadó testületnek. 1945-ben, első hivatalos külföldi kiküldetésén részt vett az ENSZ alapokmányának San Franciscó-i aláírásán. Ezen az úton Fejszál bátyját kísérte el, aki az ország külügyminiszteri posztját töltötte be. 1953-ban Fahd először vezette a szaúdi külföldi küldöttséget, amikor részt vett II. Erzsébet angol királynő koronázásán. 1953. december 24-én oktatásügyi miniszterré nevezték ki. 
1959-ben Fahd herceg vezette a szaúdi delegációt az Arab Liga 1959-es ülésén. 1962-ben ő lett az ország belügyminisztere, 1967-ben pedig Fejszál király az ő számára létrehozta a másod-miniszterelnökhelyettesi posztot, amellyel egyértelművé tette, hogy Fahd Khalid herceg után a második az öröklési sorrendben. A miniszterelnöki címet hagyományosan a király tartotta fenn magának, a miniszterelnök-helyettesi teendőket pedig a trónörökös végezte.

## Trónörökös
Ennek megfelelően, miután 1975-ben Fejszál királyt meggyilkolták és Khalid örökölte a trónt, Fahd előlépett első miniszterelnök-helyettessé és trónörökössé. Bár Abdul-Aziz fiai között ketten is idősebbek voltak nála, Nasszer herceget alkoholmérgezési botránya, Szaad herceget pedig jellemgyengesége miatt a család alkalmatlannak ítélte a trónra. 
Khalid király nem érdeklődött különösebben a politika iránt, így a kormányzati munka nagyobbik része Fahdra maradt; miniszterelnök-helyettesként jóval nagyobb hatalom volt a kezében mint Khalidnak Fejszál idejében.
1979. november végén, amikor radikális iszlamista fegyveresek elfoglalták a mekkai nagymecsetet, Fahd miniszterelnök-helyettes éppen a Tunéziában tartózkodott, az arab csúcsértekezleten. A király a mecset visszafoglalásáért indítandó hadművelet irányítását Fahd öccseire, Szultán és Najef hercegre bízta.

## Uralkodása
Khalid 1982. június 13-án szívrohamban meghalt, és Fahd lett Szaúd-Arábia ötödik királya. Uralkodóként már kevésbé volt aktív az ország kormányzásában, mint korábban.

### Külpolitikája

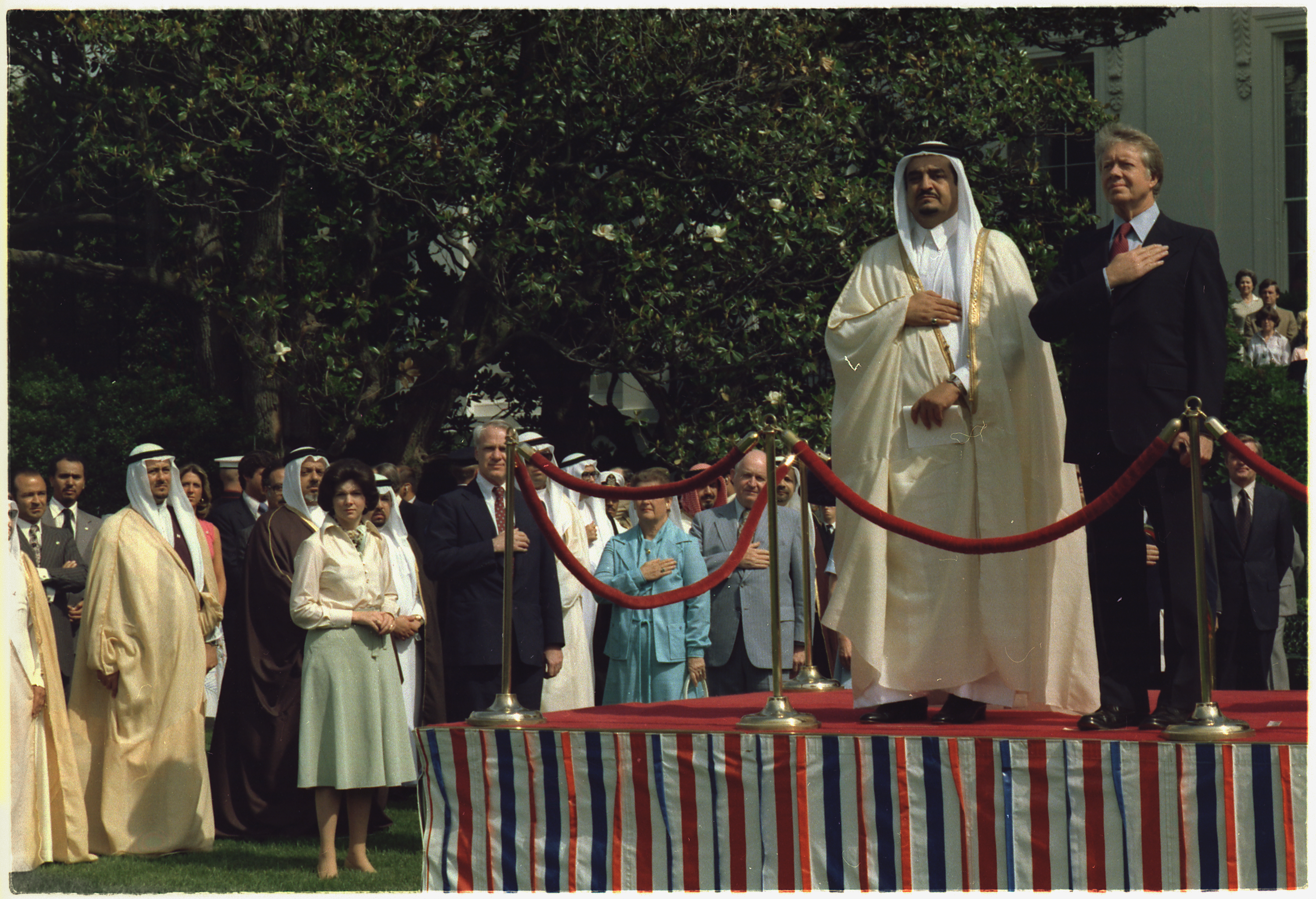
Jimmy Carter és Fahd herceg az 1977-es washingtoni látogatásán

Fahd aktív külpolitikát folytatott és az ország jövedelmének 5,5%-át költötte különböző segélyekre az ENSZ-en, a Szaúdi Fejlesztési Alapon vagy a OPEC Nemzetközi Fejlesztési Alapon keresztül. Nagy összegekkel támogatta a boszniai muszlimokat a jugoszláv háborúban és a nicaraguai kontráknak is "1984 májusától decemberéig havi egymillió dollárt" adományozott. Jelentős mértékben támogatta a palesztinokat a zsidó állam ellenében. Ezzel egyidejűleg viszont szoros szövetségesi kapcsolatokat ápolt az Egyesült Államokkal, ahogyan egyszer mondta "Allah után az Egyesült Államokban bízhatunk leginkább" 
Fahd király igyekezett elsimítani az arab országok közötti ellentéteket. Kidolgozott egy béketervet az Algéria és Marokkó közötti konfliktus megoldására és az 1989-es Taifi Egyezménnyel végre elérhető távolságba került a libanoni polgárháború lezárása. Ő vezette az arab országok tiltakozását, amikor Szaddám Husszein 1990-ben lerohanta Kuvaitot. 
A szaúdi királyi család tartott tőle, hogy az iráni forradalom után, országukban is felütheti fejét egy iszlamista köztársaságpárti mozgalom. Emiatt Szaúd-Arábia jelentős összeggel támogatta Irakot annak Irán elleni háborújában és engedményeket tettek a konzervatív vallási köröknek. Hogy mutassa vallási elkötelezettségét, Fahd 1986-ban az "Őfelsége" cím helyett bevezette a "Két Szent Mecset Felügyelője" címet. 
1990-ben Szaddám Husszein megszállta Kuvaitot, kirobbantva az öbölháborút és az iraki hadsereg (amely akkor a legerősebb volt a Közel-Keleten), a szaúdi határ közvetlen közelében állomásozott. Fahd engedélyezte az Irak-ellenes koalíció csapatainak a szaúdi felségterület használatát, majd az amerikai csapatok elhelyezését is. Emiatt később sok kritikát kapott a konzervatív és vallási köröktől; állítólag Oszama bin Láden is emiatt fordított hátat hazája kormányának. 

### Belpolitikája

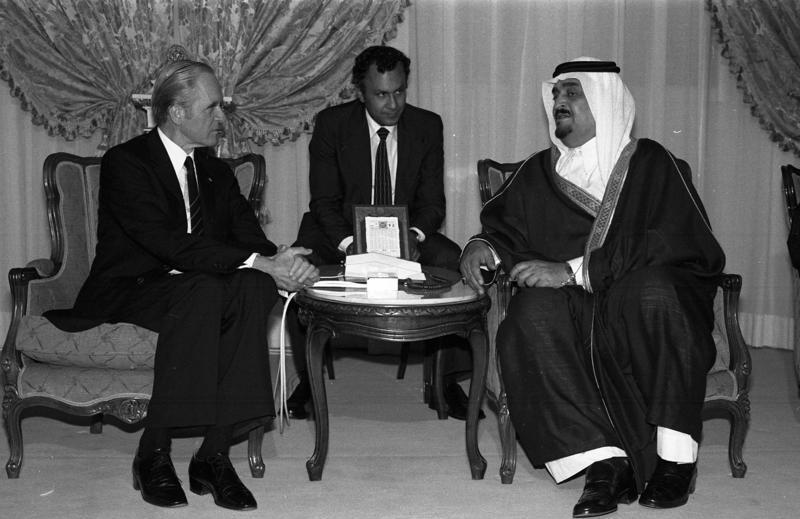
Karl Carstens az NSZK elnöke és Fahd király 1982-ben

Fahd király határozottan ellenezte a politikai reformokat. 1992-ben szaúdi értelmiségiek petícióval fordultak az uralkodóhoz, a politikai képviselet kiszélesítését és a királyi család költségeinek csökkentését kérve. A király először elutasította őket, de mikor kitartóan követelték a reformokat, többeket bebörtönöztetett vagy megfosztott állásától. 
Bár a király otthon úgy mutatta magát, mint aki szigorú vallási törvények szerint él, külföldön annál inkább fitogtatta gazdagságát. A Francia Riviérát 147 méteres luxusyachtján, a 100 millió dollárba kerülő Abdul-Azizon látogatta. A hajón két úszómedence, táncterem, konditerem, színház, hordozható kert, valamint két műtővel és intenzív részleggel felszerelt kórház volt található; védelmét négy Stinger rakéta alkotta. A király saját 150 millió dolláros Boeing 747-es repülőgépe szökőkúttal is fel volt szerelve. Londoni útjain több millió dollárt veszített a kaszinókban és a brit törvényeket megkerülve felbérelte a személyzetet, hogy az engedélyezett időn túl, éjjel a hotelszobájában is játszhasson rulettet vagy blackjack-et. 
Fahd király idején a királyi család luxuskiadásai megdöntöttek minden korábbi rekordot. Uralkodása elején kötötte meg Szaúd-Arábia és Nagy-Britannia az Al-Yamamah fegyvervásárlási szerződést, amellyel kapcsolatban felmerült a korrupció gyanúja és az országnak több mint 90 milliárd dollárjába került. Ezt a pénzt eredetileg infrastrukturális beruházásokra szánták, így egészen 1999-ig az útépítés, az oktatás- és egészségügy forráshiánnyal küzdött. Jelentős ipari fejlesztések elsősorban az olajiparban történtek. 
Egy 1992-es rendeletével megváltoztatta a trónöröklési szabályokat. Azelőtt a jelöltek kora és a királyi család megállapodása döntött a trónörökös személyéről, ami túl nagy teret adott az intrikáknak és spekulációknak. Az új szabályok szerint a királynak joga van a jelöltek között azok képességei alapján választani és Abdul-Aziz unokái is szóba jöhetnek leendő uralkodóként.

## Vagyona
Fahd személyes vagyona a Fortune magazin szerint 1988-ban 18 milliárd dollár volt, amivel ő volt a világ második leggazdagabb embere. 2002-ben 25 milliárd dollárra becsülték vagyonát. 

## Agyvérzése és halála
Fahd király erős dohányos volt és túlsúlyos is; hatvanas éveiben cukorbetegségtől és reumától is szenvedett. 1995. november 29-én súlyos agyvérzésen esett át, amelyből soha nem tudott teljesen felépülni. 1996. január 2-án a kormányzati munkát átadta a trónörökösnek, Abdullah hercegnek, bár február 21-én formálisan visszatért kötelezettségeihez. Bár járni már csak bottal tudott vagy tolószéket használt, a király igyekezett részt venni a üléseken és látogatókat is fogadott. A hivatalos utakra azonban már csak Abdullah utazott és a király gyakran hónapokig külföldön tartózkodott, legidősebb fia 1999-es halálakor még a temetésére sem utazott haza. 
Fahd királyt 2005. május 27-én egy rijádi kórházba szállították, augusztus 1-én pedig bejelentették, hogy 84 éves korában elhunyt. 

## Családja
Fahd ibn Abul-Aziznak összesen 12 felesége volt, akiktől hat fia és négy lánya született. 

## Fordítás
- Ez a szócikk részben vagy egészben  a   Fahd of Saudi Arabia című angol Wikipédia-szócikk ezen változatának fordításán alapul.  Az eredeti cikk szerkesztőit annak laptörténete sorolja fel. Ez a jelzés csupán a megfogalmazás eredetét és a szerzői jogokat jelzi, nem szolgál a cikkben szereplő információk forrásmegjelöléseként.